# BSAT-2b廣播衛星
BSAT-2b，為日本一枚未啟用即告報廢的广播卫星，由公、私營電視台合營的「廣播衛星系統公司」持有，於2001年發射升空。
在升空以後，此衛星由於無法進入預定軌道、且無法搶修而終告報廢，但直至2014年才墜入地球大氣層燒燬。

## 概況
BSAT-2b與前型BSAT-2a一樣，均由美國軌道科學公司製造，同樣採用該公司設計的STAR-1衛星平台，而配備亦大同小異。此衛星的尺寸為3.76米 × 2.49米 × 2.03米，兩側各有一組兩塊的太陽能板，展開後總長為16.1米。在轉播設備方面，BSAT-2b設有8個轉發器（4個常用、4個備用），而行波管功率為130W。
除必要的轉播設備，此衛星亦備有姿態控制系統及供電裝置，當中前者包括Star-30BP型變軌用火箭引擎，並備有200公斤推進劑。
而在電力供應方面，上方提及的兩組太陽能板，最多可為此衛星產生2,600W的電力。

## 历史
1999年3月，廣播衛星系統公司下訂兩枚採用STAR-1平台的廣播衛星，包括BSAT-2a及此衛星，以配合日本於2000年尾開始推行數碼衛星電視廣播。
繼BSAT-2a於2001年升空後，此衛星亦獲安排於同年7月12日連同Artemis通訊衛星，由亞利安5G V-142運載火箭搭載升空。由於火箭第三級工作異常，兩枚衛星提早於離地17,528公里的軌道上釋出，而非原定離地35,853公里的地球同步軌道。當中，Artemis成功憑自身動力入軌；惟BSAT-2b因姿態控制引擎馬力不足，無法進入預定軌道，最終報廢並成為太空垃圾。
及後，廣播衛星系統公司於同年10月，再向軌道科學公司訂購BSAT-2c廣播衛星，以代替報廢的BSAT-2b。
已報廢的BSAT-2b衛星在發射12年半後，於2014年1月28日脫軌並墜入地球大氣層燒燬。